# Voie verte de Caen à Ouistreham
La Voie Verte Caen - Ouistreham est un aménagement cyclable long de 17 km, situé en France, qui longe le Canal de Caen à la mer entre Caen dans le département du Calvados et Colleville-Montgomery dans le même département.

## Parcours
La piste part du centre de Caen depuis la prairie de Caen et suit le Canal de Caen à la mer, en passant par Hérouville-Saint-Clair, Colombelles, Blainville-sur-Orne, Bénouville, jusqu'au port de Ouistreham. Une bifurcation à Bénouville permet d'aller jusqu'à Merville.
À partir de Ouistreham, la piste longe la plage jusqu'à Colleville-Montgomery. L'aménagement s'arrête alors, mais il est possible de continuer jusqu'à Lion-sur-Mer en longeant la digue, sur une surface non aménagée.
Au sud, la voie verte est prolongée par la voie verte de la Suisse normande de Caen à Thury-Harcourt.
À Bénouville, la piste longe le château de Bénouville, et passe devant le Pegasus Bridge et le Café Gondrée. Elle passe, à Hérouville-Saint-Clair, sous le viaduc de Calix.

## Équipements
L'enrobé lisse refait en 2007 est considéré comme étant de bonne qualité, même si certaines parties sont trop étroites, notamment à l'arrivée de Ouistreham. La piste est toutefois inachevée et comporte quelques traversées dangereuses, notamment aux ponts de Bénouville et d'Hérouville.
La piste est en totalité en site propre.

## Investissement et utilisation
La fréquentation est surtout locale, avec une forte affluence le dimanche. La cohabitation avec les nombreux joggers et piétons est parfois difficile. Le décès d'un cycliste en avril 2011 serait dû à cette cohabitation.

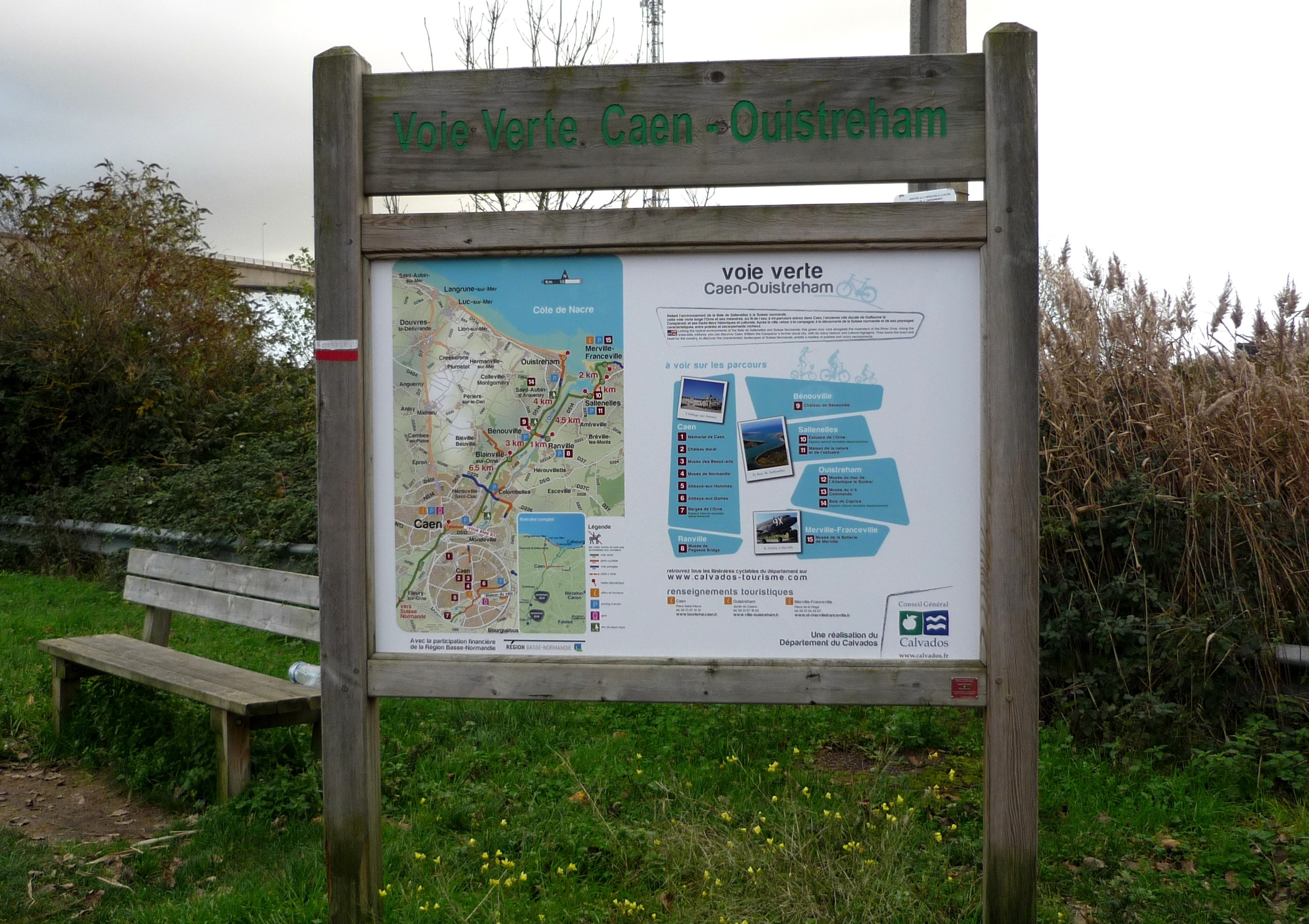
Panneau d'informations.
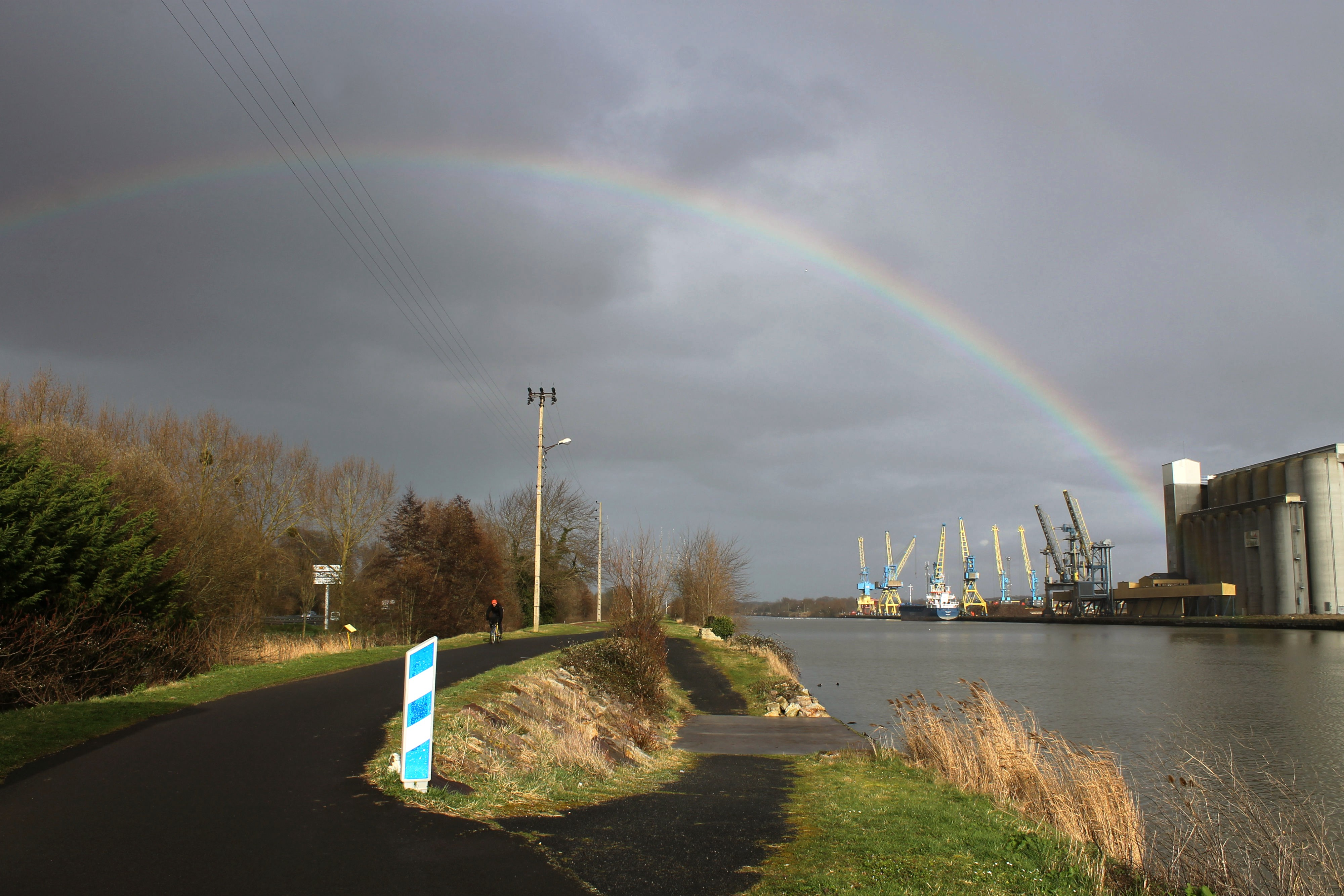
La voie verte à Blainville-sur-Orne.
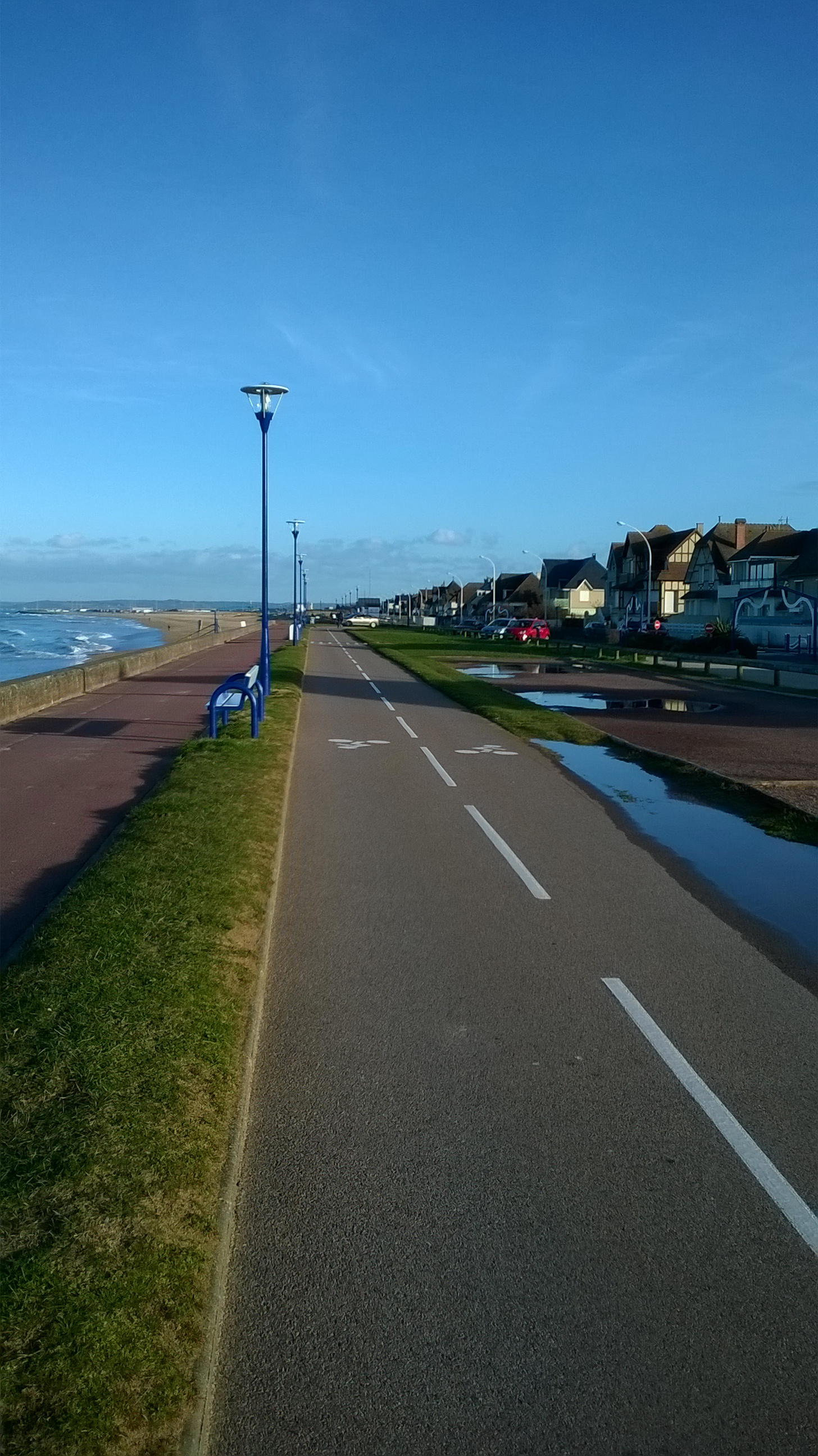
Le long de la plage à Ouistreham
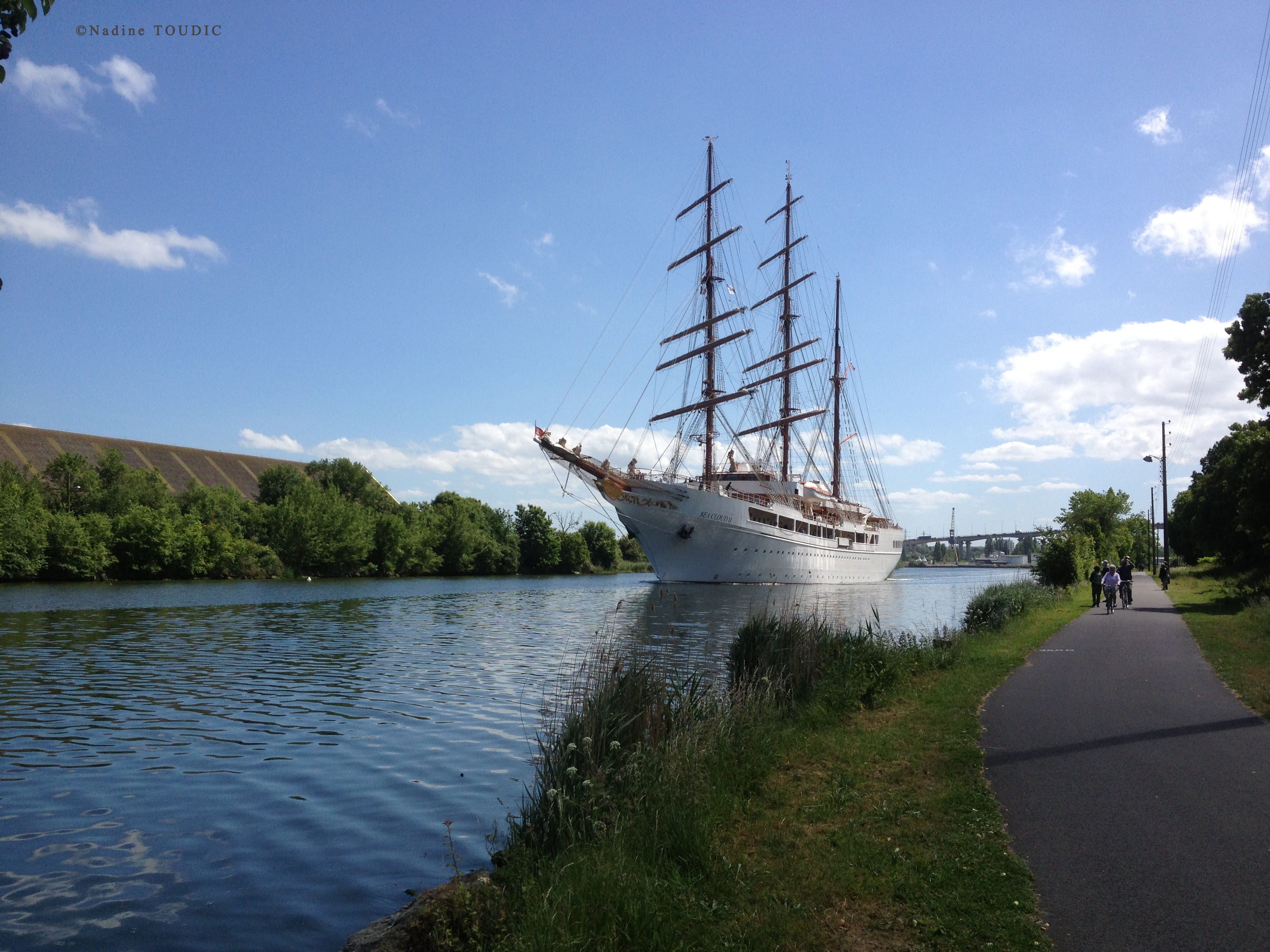
La voie verte longe le canal de Caen à la mer.